# Attilio Conti

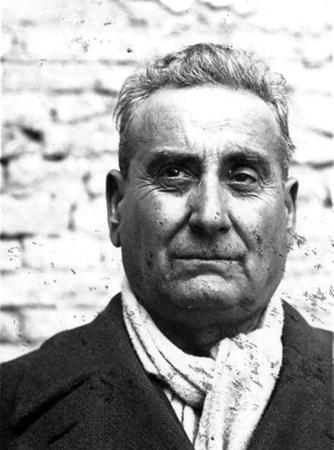
Foto di Attilio Conti

Attilio Conti (Castellammare Adriatico, 17 giugno 1880 – Pescara, 21 gennaio 1945) è stato un sindacalista e anarchico italiano.

## Primi anni del XX secolo
Milita nella locale sezione socialista. Biografato nel 1902 per «propaganda fra gli operai e i contadini». Passa all'anarchismo. Nel 1909 riceve e diffonde il numero unico «Nihil», redatto a Chieti da Federico Mola e Carlo Alessandrelli e stampato nella tipografia di Camillo Di Sciullo. Nello stesso anno promuove le pubblicazioni de «Il Grido», foglio dei libertari di Castellamare Adriatico. Riceve, diffonde e scrive per «Volontà». Nel 1913 contribuisce alla costituzione del locale gruppo anarchico Carlo Pisacane. È tra i promotori del Convegno Sovversivo di Castellamare Adriatico del 1º febbraio 1914. Il convegno, constatate le necessità pratiche di un'intesa rivoluzionaria di base, si pronuncia per l'unità d'azione di socialisti e anarchici, «i soli in grado di creare un serio e pratico movimento di classe», ed esprime parere favorevole alla costituzione di un comitato regionale col compito di propagandare le «idee rivoluzionarie e i principi anticapitalistici». Partecipa nello stesso mese alle agitazioni condotte dai ferrovieri per i miglioramenti economici, contro la guerra libica e contro il militarismo. Dal 10 al 13 giugno 1914 prende parte attiva allo sciopero della settimana rossa, tenendo accesi comizi a Castellamare Adriatico, Pescara e nei centri abitati del circondario.

## Da Palermo a Verona
Nel 1915 è assegnato a Palermo per gli obblighi di leva. Nonostante «in divisa», prende parte attiva alle mobilitazioni pro-Carlo Tresca promosse da anarchici e socialisti rivoluzionari; l'agitazione finisce con scontri di piazza tra manifestanti e forze dell'ordine. Si congeda nel 1918 e si trasferisce a Verona. Sostiene le agitazioni che prendono piede fin dall'inizio del 1919. Viene incaricato a dirigere quella Camera del Lavoro che, nel mese di marzo, annuncia adesione all'Unione sindacale italiana (USI). Nel corso dell'anno la Camera del Lavoro a direzione sindacalista è protagonista nel contesto sindacale veronese. La prefettura sottolinea Conti «pericolosissimo organizzatore ed agitatore di masse», introduce «sistemi addirittura bolscevichi», spingendo gli operai a presentare memoriali con richieste «sopra le righe» per poi dichiarare immediatamente sciopero nel caso la direzione delle aziende non avesse accettato le richieste. Nel 1919 la Camera del Lavoro organizza circa 40.000 aderenti, estendendo la sua influenza anche a categorie di lavoratori che erano rimasti estranei al processo di sindacalizzazione dell'anteguerra. Complessivamente organizza i lavoratori delle industrie tessili e metalmeccaniche, dipendenti pubblici e dei servizi, infermieri, barbieri, lavoratori della ristorazione, spazzini, fattorini telegrafici, manovali avventizi nelle ferrovie, carrettieri, autisti, guardiani notturni, facchini, gasisti, commercianti ambulanti, braccianti, operai e lavoratori edili. In occasione di alcuni scontri di piazza verificatisi a Lonigo durante uno sciopero degli operai di un cotonificio, Conti subisce un arresto. Oratore di un comizio del 6 luglio 1919 a Verona con Armando Borghi, Virgilia D’Andrea ed un rappresentante dei minatori del Valdarno; gli interventi sono infuocati, si auspica a breve anche in Italia una rivoluzione sul modello della Russia sovietica. Capeggia il giorno successivo una manifestazione di un migliaio di operai contro il carovita. Denunciato per incitamento all'odio di classe. Nel mese di settembre, in seguito ad una polemica interna, presenta le dimissioni da segretario.

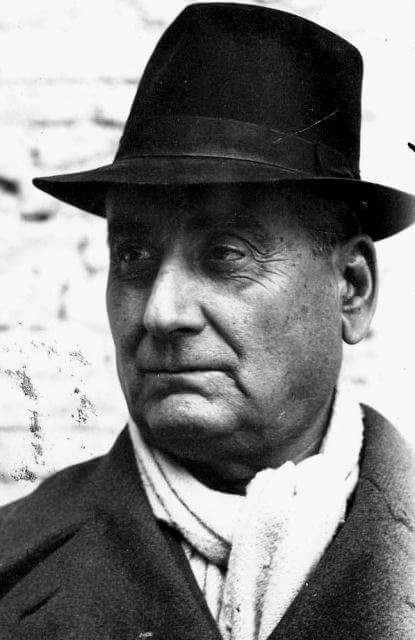
Foto di Attilio

## Biennio rosso
Torna in Abruzzo. È segretario della Camera del Lavoro confederale di Castellamare Adriatico fino al fascismo. Riceve e diffonde «Volontà». Con Lidio Ettorre ed Alessandro Pica è tra gli oratori del comizio per la Russia sovietica di Giulianova del 19 ottobre 1919. Il 2 novembre è tra gli oratori del grande comizio di Teramo per la presentazione dei candidati socialisti promossa dal Partito Socialista Italiano e dalle locali sezioni della Lega Proletaria: «Conti fustigò la vile borghesia che non sapendo reagire apertamente e lealmente, dopo aver condotto il paese al disastro, cerca nei palleggiamenti elettorali e nei connubi innaturali, la forza per contrastare il passo al popolo che si avanza minaccioso. Ricordò come tutto questo sia inutile perché ormai il popolo è in cammino verso la redenzione, verso il trionfo dell'Internazionale». Lo stesso giorno è a Giulianova quale oratore designato per l'inaugurazione della bandiera della locale sezione della Lega Proletaria. Attivissimo nelle lotte del biennio rosso su questioni concomitanti sul piano nazionale e locale quali il caroviveri, il pacifismo e l'antimilitarismo, l'emancipazione politica ed economica del proletariato, le libertà e i diritti sindacali. Guida svariate mobilitazioni e manifestazioni popolari contro il ripetersi degli eccidi proletari. Capeggia anarchici, socialisti e ferrovieri di Castellamare Adriatico e Pescara «all'assalto» di un comizio che dannunziani e nazionalisti tengono a Pescara. Sul versante politico è attivo nella propaganda anarchica, per la ricomposizione del movimento locale, nel cercare di orientare lo sforzo comune verso la sollecitazione delle masse alla formazione dei gruppi del Fronte unico rivoluzionario (FUR). Al fianco di Quirino Perfetto è tra i principali promotori del percorso organizzativo preparatorio al convegno anarchico regionale di Sulmona del 20 maggio 1920, nel corso del quale si delibera la costituzione della Federazione anarchica abruzzese (FAA) aderente all'Unione anarchica italiana (UAI). Tra i mesi di maggio e giugno organizza i gruppi anarchici di Guardiagrele e Tocco Casauria, entrambi aderenti alla FAA. Partecipa al II congresso che l'UAI tiene a Bologna (1-4 luglio 1920) quale delegato del gruppo Carlo Pisacane. Organizza il II convegno della FAA (Castellamare Adriatico, 15 agosto 1920). Il 29 agosto 1920 è tra gli oratori del comizio di Giulianova a conclusione della mobilitazione popolare contro gli eccidi proletari, per le vittime politiche e per la Russia sovietica. Oratore del comizio di Caramanico del 30 agosto 1920 contro gli eccidi proletari e per la libertà delle vittime politiche. Il 9 settembre 1920 organizza a Castellamare Adriatico la conferenza di Guglielmo Boldrini, oratore designato dalla Commissione di Corrispondenza dell'UAI per un giro di propaganda anarchica in Abruzzo. Nei mesi di novembre e dicembre promuove mobilitazioni e comizi per la libertà dei prigionieri politici e per la scarcerazione immediata di Errico Malatesta, Borghi e dei redattori di «Umanità Nova».

## Reazione e controrivoluzione
Arrestato a Castellamare Adriatico il 2 gennaio 1921 e condannato dalla Corte d'Assise di Brescia a cinque mesi di reclusione, per aver vilipeso l'esercito in un comizio tenuto a Montagnana, nel padovano nel 1919. Partecipa al III convegno che la FAA tiene a Sulmona il 23 ottobre 1921. Interviene al III congresso dell'UAI di Ancona (1-4 novembre 1921). Organizzatore ed oratore del comizio pro-Sacco e Vanzetti di Castellamare Adriatico del 22 ottobre 1921. Nel 1922, la sua attività di segretario della Camera del Lavoro confederale di Castellamare Adriatico è davvero notevole. Nel mese di gennaio costituisce a Fossacesia una Lega di Resistenza composta da 150 operai, dando avvio ad una lotta per l'aumento dei salari. Sempre nel gennaio è oratore a Fossacesia del comizio pro-Sacco e Vanzetti al Teatro Comunale. Il 12 marzo 1922 riorganizza la Lega degli operai edili di Castellamare Adriatico aderente alla Camera del Lavoro; la nuova Lega vota immediatamente un ordine del giorno di lotta contro la disoccupazione. Dal 20 marzo 1922 dirige l'agitazione degli operai dell'officina D'Achille, tutti aderenti alla Camera del Lavoro. Dal mese di aprile è dirigente della sezione dell'Alleanza del Lavoro (AdL) di Castellamare Adriatico. È tra gli organizzatori dello sciopero del I Maggio e tra gli oratori del comizio in Piazza Vittorio Veneto. Lo stesso giorno è tra gli oratori del comizio di Penne. Organizza il IV convegno che la FAA tiene a Castellamare Adriatico il 7 maggio 1922. Contribuisce all'organizzazione dello sciopero del I agosto indetto dall'AdL.

## Dittatura e clandestinità
Con l'avvento del fascismo è sottoposto a vigilanza e a numerose perquisizioni domiciliari. In relazione epistolare con Francesco Ippoliti negli anni Venti. Diffidato nel novembre 1930. Il 19 gennaio 1932, dopo una protesta di lavoratori disoccupati avvenuta tra Popoli e Bussi, dalle indagini risulta militante di una cellula anarco-comunista attiva nella province di Chieti e Pescara, al fianco di Luigi Meta. Nel 1935 la prefettura di Pescara ordina una perquisizione presso la sua abitazione perché «accanito antifascista e iscritto nell'elenco delle persone d'arrestarsi in determinate circostanze»; vengono sequestrati opuscoli e giornali di propaganda anarchica. Viene ammonito. Arrestato e condannato a cinque anni di confino a Pisticci nel novembre del 1940 per disfattismo politico (per aver «borbottato» dentro una tabaccheria che «invece dei discorsi di Mussolini ci vuole il pane»). Liberato condizionalmente il 14 gennaio 1943. Le cattive condizioni di salute conseguenti ai maltrattamenti subiti lo portano alla morte poco dopo la Liberazione. Il primo numero del risorto foglio socialista di Castellamare Adriatico «Il Proletario», pubblicato il 18 febbraio 1945, commemora la morte di Conti avvenuta da pochi giorni, ricordando come avesse tenuto ancora comizi anarchici e antifascisti fino al dicembre del 1944.

## Fonti
- E. PUGLIELLI, Il movimento anarchico abruzzese 1907-1957, Textus, L'Aquila, 2010
- E. PUGLIELLI. Dizionario degli anarchici abruzzesi, CSL "C. Di Sciullo", Chieti, 2010
- ACS, CPC, b. 1451, f. ad nomen
- Da Pescara. Imprudenze Libertarie, «L'Avvenire», Organo dei Socialisti del Collegio di Aquila, Aquila, 15 agosto 1909
- Comunicati, «Il Libertario», Giornale anarchico, La Spezia, 7 agosto 1913
- Castellamare Adriatico, «Volontà», Periodico di propaganda anarchica, Ancona, 31 gennaio 1914; Uno dei cento, Ivi, 14 febbraio 1914
- Da Giulianova. Comizio socialista, «Abruzzo Rosso», Organo settimanale della Federazione Socialista Abruzzese, Aquila, 25 ottobre 1919; La solenne proclamazione dei nostri candidati, Ivi, 7 novembre 1919; Danesi fischiato e sconfitto in contraddittorio, Ibidem
- Movimento Anarchico. Sulmona, «Umanità Nova», Quotidiano anarchico, Milano (poi Roma), 4 aprile 1920; Movimento Anarchico. Aquila, Ivi, 10 aprile 1920; Convegno anarchico abruzzese. Sulmona, Ivi, 4 maggio 1920; Provocazioni e violenze. Pescara, Ivi, 13 maggio 1920; Secondo Congresso dell'Unione Anarchica Italiana, Ivi, 7 luglio 1920; Sulmona – Federazione Anarchica Abruzzese, Ivi, 22 luglio 1920; Convegno della Federazione Anarchica Abruzzese. Sulmona, Ivi, 11 agosto 1920; Comunicati. Aquila, Ivi, 22 agosto 1920, Il 2º Convegno degli anarchici d'Abruzzo, Ivi, 24 agosto 1920; Comizi e manifestazioni. Giulianova, Ivi, 2 settembre 1920; La fiera elettorale. Pescara, Ivi, 19 settembre 1920; Ivi, 9 dicembre 1920; Congresso Anarchico Abruzzese, Ivi, 30 gennaio 1921; Convegno Anarchico Abruzzese. Bagnoli del Trigno, Ivi, 11 febbraio 1921; Movimento Anarchico. Castellamare Adriatico. Ai Gruppi anarchici ed ai compagni, Ivi, 29 aprile 1922; IV Convegno della Federaz. Anarchica Abruzzese. Per la propaganda e per il quotidiano, Ivi, 13 maggio 1922
- Da Castellamare. L'Alleanza del Lavoro Costituita a Castellamare, «L'Abruzzo Rosso», Organo del Partito Comunista d'Italia, Aquila, 6 aprile 1922; Da Castellamare Adriatico, Ivi, 9 maggio 1922; Da Castellamare. La reazione contro i ferrovieri scioperanti, Ivi, 10 settembre 1922; Da Castellamare. Le giornate di sciopero. Il magnifico slancio della massa ferroviaria soffocato dal disfattismo e dalla inettitudine dei capi della sezione del sindacato. La fuga dei socialisti. L'apparizione delle teste di morto. Ignobili contatti col nemico, Ivi, 20 agosto 1922
- Il primo maggio in Abruzzo. Nostre corrispondenze. Da Castellamare, «La Riscossa d'Abruzzo», Organo della Federazione Repubblicana Abruzzese-Molisana, Castellamare Adriatico, 6 maggio 1922; Attraverso l'Abruzzo. Da Castellamare, Ivi, 13 maggio 1922; Attraverso l'Abruzzo. Da Castellamare, Ivi, 12 agosto 1922; Le punizioni dei ferrovieri, Ivi, 7 ottobre 1922
- ANONIMI COMPAGNI, 1914-1945 Un trentennio di attività anarchica, Samizdat, Pescara, 2002, p. 72